# Arild

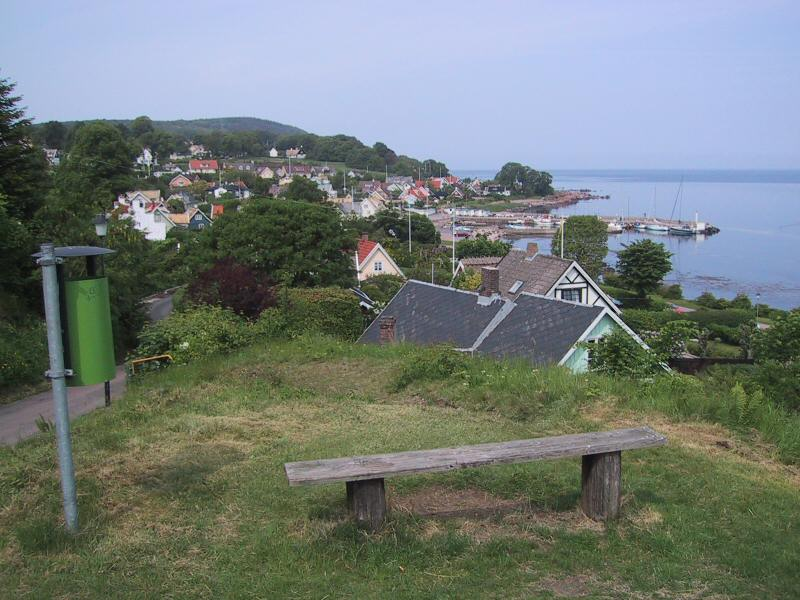
Arild

Arild is een plaats in de gemeente Höganäs in Skåne de zuidelijkste provincie van Skåne. Het dorp heeft een inwoneraantal van 537 (2005) en een oppervlakte van 144 hectare. De plaats ligt 25 minuten rijden van de stad Helsingborg en 15 minuten rijden van de plaats Ängelholm. Net als Mölle is Arild geheel omsloten door het nationaal park Kullaberg. Arild is een populaire vakantieplaats het was (en is) vooral populair bij schilders en andere kunstenaars. Het was ook een bekende vakantieplaats voor de aristocratie.
Höganäs · Viken · Jonstorp · Mölle · Arild · Mjöhult · Ingelsträde